# Sistán

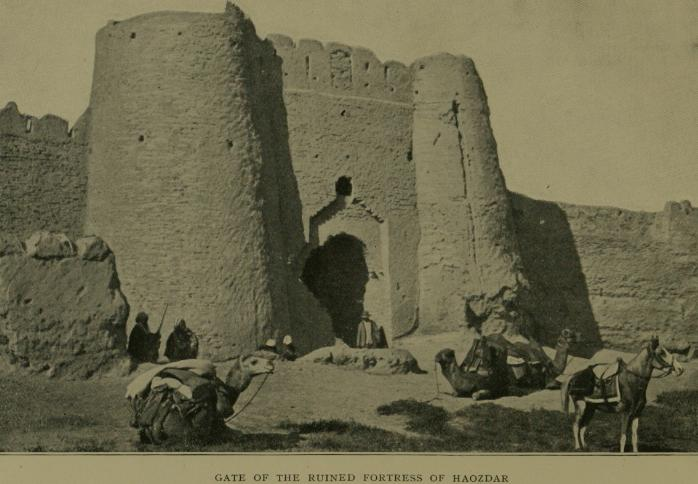
Las puertas de Haozdar, en Sistán.

Sistán (Sīstān)  (en persa: سیستان‎), conocida en tiempos antiguos como Sakastān (en persa: سَكاستان‎, lit. 'la tierra de los saka'), es una región fronteriza en el sureste de Irán (véase la provincia de Sistán y Baluchistán) y el suroeste de Afganistán (véase provincia de Nimruz). En la antigüedad la región era conocida como Aracosia; empezó a conocerse como Sakastán en el siglo I a. C. después de ser conquistada por las tribus sakas (escitas de Asia Central). Más tarde Sakastán cambió a Seistán y, en época moderna, a Sistán.
En el Shahnameh, también aparece Sistán como Zabulistán, por Zabul, originalmente una pura provincia tayika (persa). En el poema épico de Ferdousí, Zabulistán es a su vez descrita como la tierra natal del héroe mitológico Rostam.

## Historia
En la Prehistoria, la civilización de Jiroft ocupó partes de Sistán y la provincia de Kermán (posiblemente ya en el III milenio a. C.
Más tarde la región fue ocupada por tribus arias relacionadas con los indoarios y los pueblos iranios. Con el tiempo se formó un reino llamado Aracosia, partes del cual fueron gobernadas por el Imperio medo alrededor del 600 a. C. Los medos fueron derrotados por el Imperio persa aqueménida en 550 a. C. y el resto de Aracosia pronto quedó anexionado. En el siglo III a. C., Alejandro Magno conquistó la región junto con el resto del Imperio persa y fundó la colonia de Alejandría de Aracosia (moderno Kandahar).
El Imperio de Alejandro se fragmentó después de su muerte, y Aracosia pasó a control del Imperio seléucida, que lo canjeó con la dinastía Mauria de la India en 305 a. C. Después de la caída de los mauria, la región cayó a favor de sus aliados grecobactrianos en 180 a. C., antes de escindirse y convertirse en parte del Reino indogriego.
Después de mediados de los 100 a. C., gran parte del imperio indogriego fue invadido por tribus conocidas como los indoescitas o sakas, de donde con el tiempo Sistán (de Sakastán) derivó su nombre. Los indoescitas fueron derrotados alrededor del año 100 a. C. por el Imperio parto, que brevemente perdió la región en favor de sus vasallos surena (los indo-partos) alrededor del 20 a. C., antes de que la región fuera conquistada por el Imperio kushán a mediados del siglo I. Los kushanes fueron derrotados por los sasánidas a mediados del siglo III, convirtiéndose primero parte de un estado kushansha vasallo, antes de ser invadidos por los heftalitas a mediados de los años 400. Los ejércitos sasánidas reconquistaron Sistán alrededor del 565, pero lo perdieron en favor del califato rāshidūn árabe después de mediados de los años 640. (Para la historia de Sistán después de la conquista islámica, véase secciones de Historia de Afganistán e Irán).
Los safáridas (861-1003), una de las primeras dinastías iranias de la era islámica, eran en origen gobernantes de Sistán.
Tiene una conexión muy fuerte con el zoroastrismo y en época sasánida el lago Hamún era uno de los dos lugares de peregrinación para los seguidores de tal religión. En la tradición zoroastriana, el lago es el guardián de la semilla de Zoroastro y justo antes de la renovación final del mundo, tres doncellas entrarán en el lago, cada una de ellas dando a luz a los saoshyans que serán los salvadores de la humanidad en la renovación final del mundo.
El yacimiento arqueológico más famoso de Sistán está en Kuh-e Khwajeh, una colina que se alza sobre una isla en el medio del lago Hamún.